# Festival Internacional de Cinema de Varsòvia
El Festival Internacional de Cinema de Varsòvia (polonès: Warszawski Festiwal Filmowy, abreujat com a WFF) s un festival de cinema anual que se celebra cada octubre a Varsòvia (Polònia) que mostra noves pel·lícules de tots els gèneres, inclosos documentals d'arreu del món. El festival se celebra cada any des de 1985. L'any 2008, va ser reconegut per la FIAPF com un festival de cinema competitiu especialitzat en primers i segones llargmetratges i pel·lícules d'Europa central i oriental.
El festival acull els premis de la Federació Internacional de Crítics de Cinema per a la realització de cinema emprenedor a Europa central i més enllà (és a dir, Dinamarca i Israel). La 35a edició tindrà lloc entre l'11 i el 20 d'octubre de 2019.

## Festival

### Programes
El programa consta dels següents apartats:
- The International Competition: concurs d'estrena de llargmetratges internacionals
- Concurs 1–2: per a 1r i 2n llargmetratges
- Free Spirit Competition: concurs de llargmetratges independents, innovadors i rebels de ficció i documentals d'arreu del món.
- Concurs de documentals
- Concurs de curtmetratges: per a curts narratius, documentals i d'animació (fins a 40 minuts) d'arreu del món. Els guanyadors són elegibles per als Premis de l'Acadèmia.
- Projeccions especials: secció no competitiva dedicada a cineastes aclamats d'arreu del món
- Descobriments
- Cap de setmana de cinema familiar

Totes les pel·lícules presentades, independentment de la secció (competitiva o no competitiva), opten al Premi del Públic.

### Jurats
- Jurat del Concurs Internacional
- El Jurat 1–2 del Concurs
- Juri del concurs Free Spirit
- Jurat del Concurs de Documentals
- Jurat del Concurs de Curtmetratges
- Juri FIPRESCI
- Jurat NETPAC
- Juri ecumènic - per SIGNIS

## Història
- 1985 - El Club de discussió de cinema "Hybrydy" funda el festival, originalment anomenat Warsaw Film Week. El creador del festival Roman Gutek es converteix en el seu primer director.
- 1991 - Stefan Laudyn esdevé el nou director del festival i el nom de Warsaw Film Week canvia a Varsòvia Film Festival.
- 1995: el festival està organitzat per Warsaw Film Found per primera vegada
- 2000: el festival rep l'acreditació de la FIAPF i canvia el seu nom de nou pel Festival Internacional de Cinema de Varsòvia
- 2005: per primera vegada el jurat de la FIAPF atorga premis especials durant el Festival Internacional de Cinema de Varsòvia
- 2008 – FIAPF afegeix el Festival Internacional de Cinema de Varsòvia a un grup de festivals de concursos internacionals (que altres membres són Canes, Berlín, Venècia, Locarno, San Sebastià, Mar del Plata, Karlovy Vary, Mont-real, El Caire, Moscou, Tòquio i Xangai)[3]

## Guanyadors de premis

### Guanyadors de la competició internacional
Grand Prix
| Any  | Títol                               | Director             | País                                 |
| ---- | ----------------------------------- | -------------------- | ------------------------------------ |
| 2002 | Edi                                 | Piotr Trzaskalski    | Polònia                              |
| 2003 | С любовью, Лиля                     | Larisa Sadilova      | Rússia                               |
| 2004 | Šahr-e zibā \|شهر زیبا              | Asghar Farhadi       | Iran                                 |
| 2005 | Oprosti za kung fu                  | Ognjen Sviličić      | Croàcia                              |
| 2006 | Eiforia Эйфория                     | Ivan Viripàev        | Rússia                               |
| 2007 | Yè háng lièchē 夜行列车\|s=夜行列车 | Yi'nan Diao          | R.P. de la Xina / Hong Kong / França |
| 2008 | Jurev Den Юрьев день                | Kirill Serebrennikov | Rússia / Alemanya                    |
| 2009 | Lourdes                             | Jessica Hausner      | Àustria / França / Alemanya          |
| 2010 | Incendies                           | Denis Villeneuve ≈   | Canadà                               |
| 2011 | Róża                                | Wojciech Smarzowski  | Polònia                              |
| 2012 | Tango Libre                         | Frédéric Fonteyne    | Bèlgica / França / Luxemburg         |
| 2013 | Ida                                 | Paweł Pawlikowski ≠  | Polònia                              |
| 2014 | Xīn mígōng 心迷宫\|s=心迷宫         | Xin Yukun            | R.P. de la Xina                      |
| 2015 | Boi neon                            | Gabriel Mascaro      | Brasil                               |
| 2016 | Malaria مالاریا                     | Parviz Shahbazi      | Iran                                 |
| 2017 | Shā guā 杀瓜                        | Zehao Gao            | R.P. de la Xina                      |
| 2018 | Delegacioni                         | Bujar Alimani        | Albània                              |
| 2019 | Shindisi                            | Dito Tsintsadze      | Geòrgia                              |
| 2020 | 18 Kilogerts 18 килогерц            | Farkhat Sharipov     | Kazakhstan                           |
| 2021 | Miracol                             | Bogdan George Apetri | Romania, Txèquia, Letònia            |

### Premi de l’Audiència

#### - Categoria pel·lícules de ficció
| Any  | Pel·lícula                             | Director                                 | País                                     |
| ---- | -------------------------------------- | ---------------------------------------- | ---------------------------------------- |
| 1987 | Birdy                                  | Alan Parker                              | Estats Units                             |
| 1988 | Koyaanisqatsi                          | Godfrey Reggio                           | Estats Units                             |
| 1989 | Drowning By Numbers                    | Peter Greenaway                          | Regne Unit                               |
| 1990 | El club dels poetes morts              | Peter Weir ≈                             | Estats Units                             |
| 1991 | La double vie de Véronique             | Krzysztof Kieślowski                     | Polònia / França                         |
| 1992 | Els llibres de Prospero                | Peter Greenaway                          | Regne Unit                               |
| 1993 | Coffee and Cigarettes III              | Jim Jarmusch                             | Estats Units                             |
| 1994 | Arizona Dream                          | Emir Kusturica                           | Estats Units                             |
| 1995 | Abans de la pluja                      | Milcho Manchevski ≈                      | Macedònia del Nord                       |
| 1996 | Trainspotting                          | Danny Boyle ≈                            | Regne Unit                               |
| 1997 | The Full Monty                         | Peter Cattaneo ≈                         | Regne Unit                               |
| 1998 | La vida és bella                       | Roberto Benigni ≠                        | Itàlia                                   |
| 1999 | Children of Heaven (Bacheha-ye aseman) | Majid Majidi                             | Iran                                     |
| 2000 | Samotári                               | David Ondříček                           | Txèquia                                  |
| 2001 | Italiensk for begyndere                | Lone Scherfig                            | Dinamarca                                |
| 2002 | Elling                                 | Petter Næss                              | Noruega                                  |
| 2003 | Buddy                                  | Morten Tyldum                            | Noruega                                  |
| 2004 | Kontroll                               | Nimród Antal                             | Hongria                                  |
| 2005 | Adams æbler                            | Anders Thomas Jensen                     | Dinamarca                                |
| 2006 | La vida dels altres                    | Florian Henckel von Donnersmarck ≠       | Alemanya                                 |
| 2007 | La banda ens visita ביקור התזמורת      | Eran Kolirin                             | Israel                                   |
| 2008 | Vals Im Bashir                         | Ari Folman ≈                             | Israel                                   |
| 2009 | Dom zły (compartit)                    | Wojciech Smarzowski                      | Polònia                                  |
| 2009 | Welcome (compartit)                    | Philippe Lioret                          | França                                   |
| 2010 | Sound of Noise                         | Ola Simonsson i Johannes Stjärne Nilsson | Suècia                                   |
| 2011 | Róża                                   | Wojciech Smarzowski                      | Polònia                                  |
| 2012 | Imagine                                | Andrzej Jakimowski                       | Polònia / França / Portugal / Regne Unit |
| 2013 | Mandariinid                            | Zaza Urushadze                           | Estònia / Geòrgia                        |
| 2014 | What We Do in the Shadows              | Taika Waititi, Jemaine Clement           | Nova Zelanda / Estats Units              |
| 2015 | Room                                   | Lenny Abrahamson                         | Irlanda / Canadà                         |
| 2016 | Ma vie de Courgette                    | Claude Barras ≈                          | França / Suïssa                          |
| 2017 | Måste gitt                             | Ivica Zubak                              | Suècia                                   |
| 2018 | Hevi reissu                            | Juuso Laatio, Jukka Vidgren              | Finlàndia                                |
| 2019 | Wszystko dla mojej matki               | Małgorzata Imielska                      | Polònia                                  |
| 2020 | Nowhere Special                        | Uberto Pasolini                          | Regne Unit, Itàlia, Romania              |
| 2021 | Toubab                                 | Florian Dietrich                         | Alemanya                                 |